# Mi-Wuk Village, California
Mi-Wuk Village, California (енгл. Mi-Wuk Village) насељено је место без административног статуса у америчкој савезној држави Калифорнија.

## Демографија
По попису из 2010. године број становника је 941, што је 544 (-36,6%) становника мање него 2000. године.
| Група             | 2000.         | 2010.       |
| Белци             | 1.318 (88,8%) | 824 (87,6%) |
| Афроамериканци    | 2 (0,1%)      | 5 (0,5%)    |
| Азијати           | 6 (0,4%)      | 3 (0,3%)    |
| Хиспаноамериканци | 94 (6,3%)     | 71 (7,5%)   |
| Укупно            | 1.485         | 941         |